# 小行星2614
小行星2614（2614 Torrence）是一颗围绕太阳公转的小行星。1980年6月11日，卡羅琳·舒梅克在帕洛马山发现了此天体。
該小行星以美國行星科學家托倫斯·V·約翰遜（Torrence V. Johnson）命名。
这颗小行星的绝对星等为227.82323等。